# Atlanta Open 2021
Atlanta Open 2021 — тенісний турнір, що проходив на кортах з твердим покриттям у місті Атланта, США з 26 до 31 липня. Належав до категорії ATP 250.

## Фінальна частина

### Одиночний розряд
Джон Ізнер —  Брендон Накашіма 7–6 (10–8), 7–5

### Парний розряд
Рейллі Опелка /  Яннік Сіннер —  Стів Джонсон /  Джордан Томпсон 6–4, 6–7(6–8), [10–3]